# Węglinek (Lublin)
Węglinek (d. Kolonia Węglinek) – część miasta i osiedle dzielnicy Węglin Południowy w Lublinie w południowo-zachodniej części miasta. Do Lublina włączony 1 stycznia 1989
Sięga od ulicy Jana Pawła II na północy, do linia kolejowa nr 7 na południu, na zachodzie do Alei Kraśnickiej, na wschodzie do ulicy Granitowej, gdzie graniczy z Osiedlem Poręba. Zabudowę tworzą domy jednorodzinne, w tym zabudowa wiejska, a także powstające nowoczesne budynki wielorodzinne. Znajdują się tam również tereny rolnicze, a duża część to niezagospodarowane nieużytki. Znajduje się tu także przystanek kolejowy Stasin Polny.
Ulice położone w dzielnicy to Bełżycka, Folwarczna i Węglinek. Na terenach tych powstaje nowe osiedle mieszkaniowe. W związku z budową osiedla powstają nowe ulice, takie jak Cyrkoniowa czy Kwarcowa. Ulice Berylowa, Jantarowa, Jaspisowa, Koralowa, Kryształowa, Onyksowa i fragment Kwarcowej już są wybudowane. Osiedle Węglinek będzie miało dwie główne ulice wewnętrzne: Granitowa (dalej w przedłużeniu z Berylową) i Jantarowa.